# Carlos Alberto Torres (político)
Carlos Alberto Müller Lima Torres (São Paulo, 16 de julho de 1945) é um engenheiro, professor universitário e político brasileiro. Integrou a Câmara Legislativa do Distrito Federal em sua primeira legislatura, de 1991 a 1995.
Graduado em engenharia pela Universidade de Brasília, Torres trabalhou como professor de administração em sua alma mater, secretário-geral da
CEBRADE e presidente do Comitê pelo Voto no Distrito Federal, uma organização estabelecida durante a ditadura militar para garantir a representação política e autonomia de Brasília.
Nas eleições de 1990, Torres foi eleito deputado distrital com 14.541 votos, a segunda maior votação para o cargo naquela eleição. No parlamento, integrou as comissões de Constituição e Justiça, Economia, Orçamento e Finanças e a de Defesa dos Direitos Humanos e Cidadania. Filiado ao Partido Comunista Brasileiro (PCB) quando de sua eleição, era anteriormente membro do Partido do Movimento Democrático Brasileiro (PMDB), sendo seu presidente regional.
Após seu mandato na Câmara Legislativa, Torres concorreu à Câmara dos Deputados na eleição de 1998 e a governador no pleito de 2002. Não tendo logrado êxito em ambas as candidaturas, obteve 10.615 votos (1,22%) na primeira eleição e 19.896 (1,64%) na segunda.